# 山縣直代
山縣 直代（山県-、やまがた なおよ、1915年2月22日 - 没年不詳）は、日本の女優である。本名は山縣 玉代（やまがた たまよ）である。

## 人物・来歴
1915年（大正4年）2月22日、茨城県水戸市泉町に「山縣玉代」として生まれる。
日本統治時代の台湾の台中市にあった旧制・台中州立台中高等女学校（現在の台中市立台中女子高級中等学校）を中途退学した。満15歳となる1930年（昭和5年）、京都の田中十三らの日本キネマに入社し、岡田三郎監督の『昨日の薔薇』に出演して、映画界にデビューした。東京に移り、同年11月、松竹蒲田撮影所に入社、翌1931年（昭和6年）、清水宏監督の『餓鬼大将』と『銀河』に出演、高田稔と共演した。同年、京都に戻り、日活太秦撮影所現代劇部に入社、阿部豊監督の『ゴールイン』等に出演するが、翌1932年（昭和7年）、入江たか子の入江ぷろだくしょんが製作した、入江と中野英治主演、溝口健二監督の『満蒙建国の黎明』に出演し、以降、新興キネマに移籍した。1934年（昭和9年）、曾根純三監督の『不良少年の父』でヒロイン・お鈴を演じた。
1935年（昭和10年）、マキノ正博（のちのマキノ雅弘）のマキノトーキー製作所設立に参加、同年、根岸東一郎監督の『無鉄砲選手』に出演した。翌1936年（昭和11年）1月、陣容を発表した際に「技芸部女優」として名を連ねている。同年、東京のP.C.L.映画製作所に移籍し、矢倉茂雄監督の『処女花園』に出演した後、成瀬巳喜男監督の『君と行く路』や、エノケンこと榎本健一主演物に出演した。同社は、1937年（昭和12年）9月10日に他社と合併して東宝映画となったので、P.C.L.は東宝映画東京撮影所（現在の東宝スタジオ）となり、山縣は引き続き東宝映画に所属した。1938年（昭和13年）、岡田敬監督の『青空二人組』を最後に退社し、引退した。

## おもなフィルモグラフィ
- 『昨日の薔薇』 : 監督岡田三郎、1930年
- 『餓鬼大将』 : 監督清水宏、1931年
- 『銀河』 : 監督清水宏、1931年
- 『ゴールイン』 : 監督阿部豊、1931年
- 『満蒙建国の黎明』 : 監督溝口健二、1932年
- 『嫁ヶ淵』 : 監督寿々喜多呂九平、1932年
- 『祇園祭』 : 監督溝口健二、1933年
- 『青春街』 : 監督村田実、1933年
- 『侠艶録』 : 監督木村恵吾、1933年
- 『不良少年の父』 : 監督曾根純三、1934年
- 『世紀の青空』 : 監督牛原虚彦、1934年
- 『貞操問答』高原の巻・都会の巻 : 監督鈴木重吉、1935年
- 『無鉄砲選手』 : 監督根岸東一郎、マキノトーキー、1935年
- 『花の春遠山桜』 : 監督松田定次・マキノ正博、マキノトーキー、1936年
- 『最後の土曜日』 : 監督田丸重雄・マキノ正博、マキノトーキー、1936年
- 『復活への道』 : 監督根岸東一郎、マキノトーキー、1936年
- 『松平外記』 : 監督松田定次、マキノトーキー、1936年
- 『丹下左膳 乾雲必殺の巻 第一篇』 : 監督マキノ正博、マキノトーキー、1936年 - お艶
- 『丹下左膳 坤竜呪縛之巻』 : 監督マキノ正博、マキノトーキー、1936年 - 当り矢お艶
- 『加賀見山』 : 監督根岸東一郎・マキノ正博、マキノトーキー、1936年
- 『涯てしなき航路』 : 監督田丸重雄、マキノトーキー、1936年
- 『処女花園』 : 監督矢倉茂雄、1936年
- 『君と行く路』 : 監督成瀬巳喜男、1936年
- 『エノケンの江戸っ子三太』 : 監督岡田敬、1936年
- 『鉄腕都市』 : 監督渡辺邦男、東宝映画東京撮影所、1938年
- 『ロッパのガラマサどん』 : 監督岡田敬、東宝映画東京撮影所、1938年 - 新妻浪子
- 『藤十郎の恋』 : 監督山本嘉次郎、東宝映画東京撮影所、1938年 - 一條柳屋の娘おさよ
- 『街に出たお嬢さん』 : 監督大谷俊夫、東宝映画東京撮影所、1938年
- 『家庭日記』前篇・後篇 : 監督山本薩夫、東宝映画東京撮影所、1938年 - 紀久枝
- 『青空二人組』 : 監督岡田敬、東宝映画東京撮影所、1938年

## 註
1. 1 2 3 4 5 6 7 8 9 10 11 12 13 14 15  『芸能人物事典 明治大正昭和』、日外アソシエーツ、1998年、「山縣直代」の項。
2. 1 2 3 4 5  #外部リンク、「山縣直代」、日本映画データベース、2009年11月13日閲覧。
3. ↑  『映画渡世 天の巻 - マキノ雅弘自伝』、マキノ雅弘、平凡社、1977年、p.246、p.280、p.338-374.